# Mabel's Adventures
Mabel's Adventures é um curto filme de comédia dos Estados Unidos de 1912 estrelando Mabel Normand, produzido e dirigido por Mack Sennett para Mutual Film Corporation.